# Melanholiki
Melanholiki so slovenska rock/punk rock/pop skupina, katere začetki segajo v Ljubljano leta 1981. Skupino sestavlja šest članov: Marko Stabej (klaviature in vokal), Miha Muck (kitara), Matjaž Zorko (bas), Jaka Vadnjal (bobni), Žiga Arh (klarinet), Nejc Bolka (saksofon). Zasloveli oziroma poznani so postali s pesmijo Anja (o tebi se mi sanja). Njihov repertoar je zelo raznolik. Poleg avtorske glasbe igrajo tudi glasbo znanih glasbenikov  (Elvisa Presleyja, Adriana Celetana, Franka Zappe, Psihomodo pop, Zabranjenega pušenja), ki jih priredijo po svojem okusu. 

## Zgodovina
Začetki njihovega delovanja segajo v osnovnošolske čase, ko so Marko Stabej, Jaka Vadnjal in kolega ustanovili Free jazz band. Melanholiki v zdajšnji zasedbi pa so nastali v gimnazijskih letih. Leta 1981 so našli prostor za vaje in Miha Muck je kupil prvi ojačevalec. Leta 1983 so imeli prvi nastop na Gimnaziji Poljane. Od začetka so igrali svojo glasbo, kjer so se kazali vplivi skaja, reggeja, novega vala. Kmalu so začeli igrati v klubih po Sloveniji. Prvi koncert so imeli leta 1986 v Kranju.
Zasedba je vseskozi enaka, le Matjaža Čuka, ki je odšel v tujino, je nadomestil Matjaž Zorko. Kratek čas je klarinetista Žiga Arha, ki je bil na vojaški obveznosti, nadomeščal Aleš Avbelj. V času njihovega nastanka so bile popularne punk skupine, npr. Lublanski psi, Kuzle, zato so se najprej hoteli imenovati Svinje egoistične, a po predlogu sestre Marka Stabeja in psihologije v 2. letniku gimnazije so se odločili za ime Melanholiki, ker so bili bolj miroljubni kot ostale punk skupine. Njihov uspeh je prinesla pesem Anja iz leta 1986. Pesem so predstavili v oddaji Demo top in prejeli nagrado strokovne žirije, kar jim je omogočilo snemanje v studiu Tivoli. Člani skupine pravijo, da je Anja resnična oseba, ki jih je nekoč, ko so sedeli v gostilni Rio, prišla prosit za cigareto, ker ji jih je zmanjkalo. Najhitrejši med njimi je bil Žiga, ki ji je ponudil cigareto in tako se je porodila ideja za pesem Anja, ki je postala hit in je doživela tudi priredbe (MI2, Prava star, Šundr band).
Njihova glasba je zelo raznolika. Je mešanica blues-a, swing-a, jazz-a, rock-a. Sami so svojo glasbo označili kot melanhol rock. Novinarji so pisali, da igrajo nekaj blizu jazza, primerjali so jih z Madness, jih označili za drugi Lačni Franz in podobno. Marko Stabej je povedal, da skušajo upoštevati najrazličnejše smeri, igrajo pa tudi čiste popevke in edini pravi izraz, za to kar počnejo, je melanhol rock.
O Anja, rožo imaš v laseh (1996)
Na kaseti z naslovom O Anja, rožo imaš v laseh je 8 pesmi. Besedila je napisal Marko Stabej, razen pesmi Pa da bi znal, katere avtor je Srečko Kosovel. Kot poseben gost je na klarinetu in akustičnem basu sodeloval Aleš Avbelj. Pri pesmi Anja in Rožo imaš v laseh sta prepevala Marjan Čeh in Miha Stabej. Na kaseti so naslednje pesmi: O Anja, Luna, Tri likerčke, Deklica iz mojega srca, Rožo imaš v laseh, Samo tebe, Pa da bi znal, Tudi sonce.
CD Končno (2012)
Na CD-ju Končno je 12 pesmi. Prvih pet je bilo posnetih leta 2007, ostale leta 2012. Plošča je bila posneta v studiu Miha Stabeja. Avtor besedil je Marko Stabej, razen skladbe Večerni oblaki, katere avtor je Srečko Kosovel. Poleg ustaljene zasedbe je na bobnih sodeloval Rok Rozman, Miha Stabej na bas kitari in pri kitarskih solih. Pri pesmi Še so gradovi pa kvartet a cappela Male malice. Na CD-ju so naslednje pesmi: Kralj in kraljica, Miren, Silvija in Mara. Tažalostna, Koračnica, Lanski sneg, Končno, Vreme in smisel, Pupa, Večerni oblaki, Melanholik, Še so gradovi.

## Diskografija
- Še kr prfektn (1981) - doma posneta kaseta z akustičnimi instrumenti
- O Anja, rožo imaš v laseh (1996) - kaseta
- Končno (2012) - CD

## Besedila
Njihova besedila na humoren način opisujejo večne teme, kot so ljubezen, odnosi med partnerjema in ljudmi in kritiko razmer v Sloveniji.
Pesem Tri likerčke (kaseta O Anja, rožo imaš v laseh) govori o naveličanosti v partnerskem odnosu in skoku čez plot. Ljubezenska avantura se kmalu konča, saj ljubimca začneta pogrešati svoja partnerja in se odpeljeta domov, kjer ju na mizi čaka listek, na katerem piše: "Tudi midva sva odšla za nekaj dni." Pesem Luna (kaseta O Anja, rožo imaš v laseh) je prežeta z melanholijo. Govori o izgubljenosti osebe, ki se ne znajde več v tem svetu. Prežema jo osamljenost in sprašuje se, kam naj gre. Pesem Samo tebe (kaseta O Anja, rožo imaš v laseh) je hvalnica oziroma poklon glasbi. Zastavljena je kot uganka, ki se nam razkrije na koncu pesmi, ko izvemo, da je edina stvar, ki jo ne da in ki jo pozna, glasba, ki je nežna, mehka, topla, lepa, krasna, hitra, glasna.
Pesem Lanski sneg (CD Končno) govori o minuli ljubezni. Ljubezen nam postavlja težke preizkušnje in včasih je bolje, da se razidemo, če ne najdemo več smisla. Ostanejo boleči spomini, ki ga preplavijo, ko po letu sreča bivšo punco v objemu drugega. Zaveda se, da je ljubezen med njima minila in, da ni dobro obujati spominov, a vseeno ga zaboli, da ga sploh več ne prepozna. Pesem Koračnica (CD Končno) je družbenokritična. Izraža jezo nad tistimi, ki so na oblasti "zakaj so tolk bedni kadar vladajo", a obenem je jezna tudi na ljudi, ki se vseskozi pritožujejo, čeprav "niso tolk bogi kokr jamrajo". Pesem Silvija in Mara (CD Končno) nam prikaže še en družbeni problem. Živimo v času kapitaliizma, kjer veliko vlogo igra denar. Silvije in Mare nihče ne mara, a vse se spremeni, ko Mara deduje stričev denar, Naenkrat postaneta najljubši par in vsakdo ju ima kar neenkrat rad. Pokaže se kako denar spremeni percepcijo pogleda. Pesem Miren (CD Končno) govori o tem, da je v partnerskem in prijateljskem odnosu vedno nekdo v podrejenem položaju. Eden se vedno zadržuje, četudi ga določene stvari motijo, vendar mu sčasoma prekipi. Tažalostna (CD Končno) govori o tem, kako krhko je življenje, ljubezen in tudi svet. Vse se lahko v trenutku obrne. stvari se podrejo, življenje mine. Zato si poje žalostne pesmi, da bi se razvedril. Sklene se z ironično opazko, da v nebesih pojejo celo večnost.